# 王崇禮
王崇禮(Tsung-Li Wang)，樹德科技大學通識教育學院人文組暨行銷管理系專任副教授，美國明尼蘇達聖瑪莉大學教育行政博士。
著有問神、解籤、解夢等相關書籍數十部，於2016年創辦萬巒宗天宮，免費提供信徒問事、辦事、解籤等相關服務  ，並致力於宗教交流活動，於2018年與萬巒萬金聖母聖殿合辦「當東方聖母遇見西方聖母」活動。